# 林谞
林谞（？—？），唐大中(847～860年)前后人士，福建闽县(今福州市)人。
因陶夔著《闽中记》散佚无存，林谞于唐大中四年(850年)撰成《闽中记》10卷。该书至宋代散佚，部分内容散见于后世志书。